# Bundesautobahn 30
Pour les articles homonymes, voir A30.
La Bundesautobahn 30 (BAB 30, A30 ou Autobahn 30) est une autoroute allemande mesurant 138 kilomètres traversant la Basse-Saxe et la Rhénanie-du-Nord-Westphalie. Elle forme une liaison entre l’A2 (au niveau de Bad Oeynhausen) et la frontière néerlandaise (au niveau de Schüttorf) en passant par Osnabrück. Après la frontière, elle est poursuivie par l’A1 en direction d’Hengelo, Apeldoorn et Amsterdam. C’est un chaînon d’importance internationale puisqu’il fait partie de l’E30 et de l’axe Berlin-Amsterdam.

## Tracé
L’A30 est composée de 35 sorties numérotées de 2 à 35 (il existe deux sorties 11: 11a et 11b) allant de la frontière néerlandaise à l’A2. Elle croise 4 autoroutes d’ouest en est:
- à Schüttorf
- à Osnabrück
- à Osnabrück
- à Bad Oeynhausen